# Araneus tiganus
Araneus tiganus là một loài nhện trong họ Araneidae.
Loài này thuộc chi Araneus. Araneus tiganus được Ralph Vary Chamberlin miêu tả năm 1916.